# Deutsches Jungvolk
Deutsches Jungvolk in der Hitler Jugend (DJ, hay còn là DJV; tiếng Đức cho "Đội Thiếu niên Đức thuộc Đoàn Thanh niên Hitler") là một tiểu đội riêng dành cho nam thiếu niên từ 10 đến 14 của Đoàn Thanh niên Hitler ở Đức Quốc Xã. Bằng các chương trình hoạt động ngoài trời, duyệt binh và chơi thể thao, mục tiêu của đội này là chiêu dụ các thiếu niên theo giáo lý của chủ nghĩa quốc xã. Trở thành hội viên là bắt buộc cho toàn bộ thiếu niên nam đủ điều kiện từ năm 1939. Đến gần kết thúc Chiến tranh thế giới thứ hai, một số đã trở thành lính trẻ em. Sau khi chiến tranh kết thúc năm 1945, cả Deutsches Jungvolk và tổ chức mẹ - Đoàn Thanh niên Hitler bị giải thể

## Phát triển

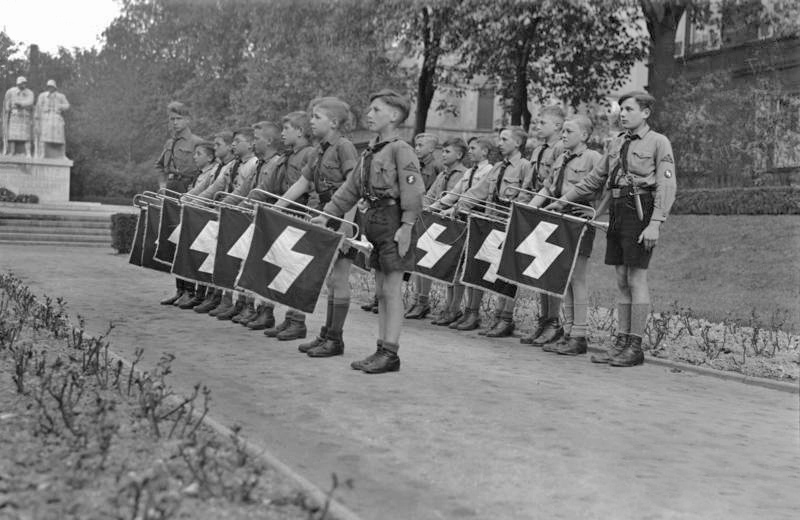
Những thành viên thổi kèn trumpet của Deutsches Jungvolk tại một buổi đại hội Quốc Xã ở Worms, Đức năm 1933. Tấm bảng đang được cầm biểu thị dấu ấn đặc trưng (một kí tự Rune) của Deutsches Jungvolk.

Deutsches Jungvolk được thành lập vào năm 1928 bởi Kurt Gruber dưới cái tên Jungmannschaften, nhưng sau đó đổi thành Knabenschaft và cuối cùng là Deutsches Jungvolk in der Hitler Jugend vào tháng 3 năm 1931. Cả Deutsches Jungvolk (DJ/DJV) và Đoàn Thành niên Hitler (HJ) thiết kế vài phần đồng phục và chương trình của họ theo các tổ chức hướng đạo Đức, dành cho thiếu niên, chính những tổ chức này bị cấm vào năm 1933 và 1934 bởi chính quyền Quốc Xã.
Theo sau ban hành sắc lệnh Luật Đoàn Thành niên Hitler ngày 1 tháng 12 năm 1936, nam thiếu niên phải đăng kí với Văn phòng Thanh thiếu niên Đế Chế vào tháng 3 năm đó nếu người đấy đã đủ mười tuổi; những ai đạt yêu cầu về sắc tộc sẽ được mặc định tham gia vào DJ. Mặc dù không bắt buộc, việc không tham gia đội DJ của nhũng đứa trẻ bị coi là không tuân thủ trách nhiệm bổn phận công dân của phụ huynh.
Quy định được thắt chặt hơn bởi Pháp lệnh Thứ hai về Luật Đoàn Thành niên Hitler ("Quy định Thanh niên Phục vụ") ngày 25 tháng 3 năm 1939, bắt buộc đăng kí hội viên cho đội DJ hoặc Đoàn Thành niên Hitler với mọi công dân Đức giữa độ tuổi 10 đến 18. Phụ huynh có thể bị phạt hoặc ở tù nếu không đăng kí con họ. Nam thiếu niên sẽ bị loại trừ nếu đã bị xét xử những "tội ô nhục", nếu được nhận định "không phù hợp" vì lí do sức khỏe, hoặc là người Do Thái. Người dân tộc Ba Lan hay Đan Mạch đang sinh sống ở Đế chế (trong khoảng thời gian trước chiến tranh nổ ra) có thể xét miễn, nhưng không được loại trừ.

## Luyện tập và hoạt động

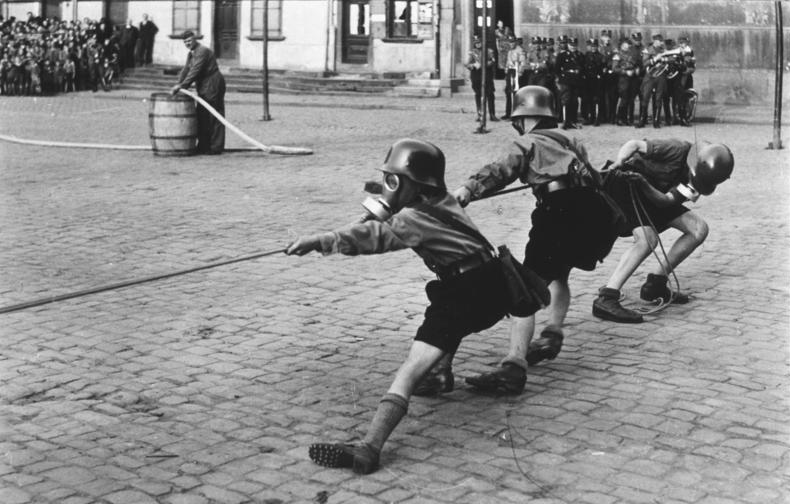
Lính tuyển Deutsches Jungvolk năm 1933 học kĩ thuật cứu hỏa

Đội DJ và HJ sao chép nhiều hoạt động của nhiều tổ chức thanh thiếu niên chúng thay thế. Đối với nhiều nam thiếu niên, đội DJ là cách duy nhất để tham gia vào các hoạt động thể thao, cắm trại và leo núi. Tuy nhiên, mục đích chính của DJ chính là truyền bá các cậu bé những nguyên tắc chính trị của chủ nghĩa Quốc Xã. Thành viên bị bắt buộc phải tham gia các buổi diễu hành, đại hội của đảng Quốc Xã. Thứ Tư hàng tuần có một buổi gặp gỡ ban tối Heimabende, để truyền bá các tư tưởng chính trị, sắc tộc và ý thức hệ. Các cậu bé được khích lệ báo cáo lại nếu cha mẹ chúng mang tư tưởng chống lại giáo lý Quốc Xã.
Khi Đức bước vào chiến tranh, sự chuẩn bị tiền chiến được tăng cường; đến cuối năm 1940, thành viên đội DJ được yêu cầu tập luyện với súng trường cỡ nhỏ và tham gia vào các "buổi diễn tập địa hình".

## Giải tán
Với việc đầu hàng năm 1945, tổ chức dừng tồn tại trên thực tế và bị cấm cùng với các tổ chức Quốc Xã khác bởi chính quyền mới của quân đồng minh.